# Claudia Giannotti
Claudia Giannotti (née le 19 février 1937 à Campobasso et morte à Turin le 26 juillet 2020) est une actrice italienne.

## Biographie
Après avoir fait ses débuts comme enfant en 1943 avec un petit rôle dans le film Nessuno torna indietro d'Alessandro Blasetti, Claudia Giannotti s'est diplômée à l'Académie nationale d'art dramatique et fait ses débuts sur scène en 1961 avec la compagnie d'Andreina Pagnani dans Il giardino dei ciliegi, puis a poursuivi sa carrière au Teatro Stabile dell'Aquila et au  Teatro Stabile di Roma dans de nombreuses pièces et productions importantes, comme L'uomo, la bestia e la virtù de Luigi Pirandello, Orestea et Utopia de Luca Ronconi, Pianola meccanica avec  Marcello Mastroianni, Hamlet et Œdipe roi sous la direction de Gabriele Lavia.
Elle a également été actrice de cinéma et de télévision en participant, surtout entre la fin des années 1960 et le début des 1970, puis a poursuivi son activité dans les années suivantes également comme doublure vocale.
Tout au long de sa vie, elle a travaillé en tant qu'actrice, formatrice et pédagogue. Elle a été appelée par Luca Ronconi pour enseigner depuis sa fondation à l'école d'actrices et d'acteurs du Teatro Stabile di Torino. Elle a ensuite enseigné, en parallèle, à l'école pour actrices et acteurs du Piccolo Teatro di Milano.
Elle était l'épouse de l'acteur Carlo Valli.
Claudia Giannotti est morte à Turin le 26 juillet 2020 à l'âge de 83 ans et a été enterrée au cimetière de Campobasso, sa ville natale.

## Filmographie

### Cinéma
- 1943 : Nessuno torna indietro d'Alessandro Blasetti
- 1969 : Il prof. dott. Guido Tersilli primario della clinica Villa Celeste convenzionata con le mutue de Luciano Salce
- 1970 : Il divorzio de Romolo Guerrieri
- 1972 : La Drôle d'affaire (La cosa buffa) d'Aldo Lado
- 1998 : Artemisia - Passione estrema d' Agnès Merlet
- 2003 : Amorfù d'Emanuela Piovano

### Télévision
- 1970 : Un certo Harry Brent de Leonardo Cortese
- 1976 : Chi?, spectacle combiné avec Lottery Italy
- 1978 : Delitto all'isola delle capre d' Enrico Colosimo
- 2000 : Il bello delle donne de Maurizio Ponzi
- 2004 : La Squadra (divers réalisateurs)
- 2009 : Il mostro di Firenze d'Antonello Grimaldi